# Liandu
Liandu är ett stadsdistrikt i Lishui i Zhejiang-provinsen i östra Kina.
Orten grundades först som Songyang härad under östra Handynastin och år 779, under Tangdynastin, ändrades namnet till Lishui. 1986 ombildades orten till en stad på häradsnivå och när stadsprefekturen Lishui bildades 2007 döptes orten om till stadsdistriktet Liandu.
Befolkningen uppgick till 348 241 invånare vid folkräkningen år 2000, varav 181 096 invånare bodde i huvudorten Lishui. Distriktet var år 2000 indelat i sju köpingar (zhèn) samt fjorton socknar (xiāng).